# Seri-Manangkhasila-Partei
Die Seri-Manangkhasila-Partei (thailändisch พรรคเสรีมนังคศิลา, RTGS: Phak Seri Manangkhasila) war eine politische Partei in Thailand, die von 1955 bis 1957 aktiv war. Sie wurde vom damaligen Ministerpräsidenten Plaek Phibunsongkhram (Phibun) gegründet und vertrat die einflussreichsten Militärs.

## Geschichte
Feldmarschall Phibun, der das Land seit 1948 regiert hatte, ging 1955 auf eine ausgedehnte Reise nach Europa und die USA. Bei seiner Rückkehr war er anscheinend von westlicher Demokratie und Meinungsfreiheit begeistert. Er ließ wieder die Bildung von politischen Parteien zu, was zuvor seit 1951 verboten gewesen war, und erlaubte eine weitgehend freie Presse. Er selbst gründete die Seri-Manangkhasila-Partei. Die Villa Manangkhasila war der Tagungsort der Regierung, seri bedeutet „frei“. Die einflussreichsten Militärs, die mit Phibun um die Macht rivalisierten und mit ihm in einer Art Triumvirat herrschten, traten ihr ebenfalls bei und bildeten interne Flügel. Phibun wurde Parteivorsitzender, der Generaldirektor der Polizei Phao Siyanon Generalsekretär und der Oberkommandierende des Heeres, Feldmarschall Sarit Thanarat, stellvertretender Parteivorsitzender. Während Phao die Partei maßgeblich organisierte, beteiligte sich Sarit nur widerwillig. Er forderte die ihm unterstellten Truppen auch nicht zur Wahl der Partei auf.
Um den Sieg bei der Parlamentswahl im Februar 1957 zu sichern, setzte die Regierung Schlägertrupps ein, die Oppositionskandidaten und Wähler einschüchterten und fälschte Stimmen. So gewann sie 85 der 160 Sitze. Die Wahlmanipulationen lösten allerdings großen öffentlichen Protest aus. Die Regierung betrachtete das „demokratische“ Experiment daher als gescheitert und ging wieder zu repressiveren Methoden über. Zu einem weiteren Skandal kam es, als öffentlich wurde, dass ein der Partei nahestehender Bauholz-Magnat durch seine Beziehungen das Recht erhalten hatte, im Rahmen des Bhumibol-Damm-Projekts zu flutende Gebiete abzuholzen. Feldmarschall Sarit schloss sich aus taktischen Erwägungen dem Protest an und brach mit Phibun und Phao. Er trat im August als Verteidigungsminister zurück und, gemeinsam mit 46 ernannten Abgeordneten, aus der Partei aus. Sarit wurde zum schärfsten Kritiker der Regierung, setzte ihr im September ein Ultimatum zum Rücktritt und putschte schließlich. Anschließend ließ er Neuwahlen abhalten, bei denen die Seri-Managkhasila-Partei nur noch 4 Sitze gewann.
Viele ehemalige Mitglieder der Partei wurden allerdings als „Unabhängige“ wiedergewählt. Sarit gründete daraufhin die „National-Sozialistische Partei“ (Chat Sangkhomniyom), um diese Abgeordneten für seine Regierung zu gewinnen und eine stabile Mehrheit zu haben. Drei ehemalige Seri-Manangkhasila-Mitglieder gehörten dann auch der neuen Regierung von Thanom Kittikachorn an. 1959 führte Sarit dann eine autoritäre „Revolution“ durch, nach der wieder alle Parteien verboten waren.

## Anmerkung
1. ↑  Der Name wird auch als Seri Manangkasila, Seri Manankasila oder Serimanangkasila transkribiert.